# 笹塚古墳
笹塚古墳（ささづかこふん）は、栃木県宇都宮市東谷町に存在する前方後円墳である。本項では、笹塚古墳を主墳とする東谷古墳群についても記載する。

## 概要
笹塚古墳は、全長100メートル、後円部の径63メートル、同高さ10.5メートル、前方部の幅48メートル、同高さ8.5メートルの栃木県内有数の大型前方後円墳である。墳の周縁部の形状から盾形の周濠が廻らされていたと推定されている。後円部墳頂は削平されて薬師堂が祀られており、薬師堂南側には盗掘の跡が残るほか、墳丘上の遺物として円筒埴輪の破片が発見された。2006年（平成18年）には宇都宮市によって発掘調査が行われ、二重周濠と三段墳丘が確認されたほか、葺石を検出した。遺物としては、埴輪が出土している。墳丘形状から推定される築成年代は古墳時代中期の5世紀中期とされる。
出土品は以下のとおり。
- 円筒埴輪
- 朝顔形埴輪

1957年（昭和32年）6月30日、同じく市内の大塚古墳とともに栃木県指定史跡に指定されている。

## 周辺環境
笹塚古墳は宇都宮市南部の田川東岸に立地し、周辺には鶴舞塚古墳（円墳、削平され消滅）、松の塚古墳、双子塚古墳（前方部は削滅）、権現塚古墳、権現塚北古墳、車塚古墳、原古墳群などがあり、東谷古墳群を形成している。

## 東谷古墳群
東谷古墳群は栃木県宇都宮市東谷町にある古墳群である。最大規模の前方後円墳である笹塚古墳（上述）が主墳と考えられており、その半径500メートル以内に大小11基の古墳が確認されている。
その古墳形状から、東谷古墳群は田川西側にある茂原古墳群の後を継ぐ形で築成された、この地方の有力者の墓とみられている。

### 鶴舞塚古墳
鶴舞塚古墳は、笹塚古墳の南側に位置する円墳である。周溝跡を含めると径は50メートルを超える。高さは約6メートルである。出土品は鉄鍬片、鉄鏃片などで、周溝跡の様子から笹塚古墳より後に築成されたものとみられている。

### 双子塚古墳
双子塚古墳は、笹塚古墳の北側にある前方後円墳である。前方部は削平されて消失している。後円部の径は約20メートル、高さ4メートルである。埴輪は確認されていない。

### 権現塚古墳
権現塚古墳は、笹塚古墳の東南東に位置する径約30メートル、高さ5メートルの円墳である。

### 権現塚北古墳
権現塚北古墳は、権現塚古墳の北側にある小円墳である。

### 松の塚古墳
松の塚古墳は、笹塚古墳の南西にある径約50メートルの帆立貝型前方後円墳と推定されている。その周縁部が田圃により侵食されており、この径および古墳形状は推定値である。

### 車塚古墳群
車塚古墳は、笹塚古墳の東南東に位置する林の中にある径約35メートル、高さ約6メートルの円墳である。周囲の4基の円墳とともに車塚古墳群と呼ばれている。

### 原古墳群
原古墳群は、笹塚古墳の東に位置する円墳2基から成る古墳群である。墳丘は、現在墓地となっている。

## アクセス

### 路線バス
- JR宇都宮駅西口から
  - 関東バス　上三川線に乗車約20分、「東谷」下車徒歩3分。

### 車
- 国道121号（宮環）下横田町交差点を南進3分の上三川街道沿い東側。